# Audi A1
Audi A1 (укр. Ауді А1) — автомобіль B-класу відомого німецького виробника, є наступником моделі Audi 50, яку виготовляли з 1976 по 1978 роки. У назві цієї моделі літера «А» означає Audi, а «1» — приналежність до класу. Світова прем'єра Audi A1 відбулася 4 березня 2010 року на автосалоні в Женеві. Там компанія презентувала трьох-дверну версію моделі, яку представив Джастін Тімберлейк. П'яти-дверний хетчбек Audi A1 дебютував в 2011 році на автосалоні у Франкфурті.

## Перше покоління (8X; 2010–2018)

#### Audi A1 Metroproject Quattro
|                              |  |  |
| Audi A1 metroproject quattro |  |  |

Ціль компанії Audi, була така: "Створити маленький модний автомобіль, який не буде схожий на A3, якому зовсім не вистачає експресії, але і не такий як TT — помітна, про те зовсім не практична!" У дискусію босів і дизайнерів втрутилися маркетологи. Ці люди люблять високі цифри рейтинга продажів і тому вони вирішили - людина, яка хоче авто в стилі ТТ, про те не може собі його дозволити, не повинна вийти з автосалону Audi без покупки. Audi Metroproject, або, як його тепер називають — А1, створений саме для такого покупця.
Metroproject (дослівно з англійської - «проект для міста та передмістя»). Компанія, для презентації Audi Metroproject quattro, обрала Токійське моторшоу 2007, цим самим показавши, що новинка має достатній список високих технологій.
Напис quattro містить під собою високо-технологічний продукт інженерів Audi, які всерьйоз зайнялися "озелененням" авто, і повний привід на моделі... гібридний. Виглядає це так - 1,4 літровий двигун TFSI потужністю 150 к.с., приводить в рух передні, а електромотор потужністю 30 кВт , відповідно, задні колеса. При прискоренні електротяга може передавати на задні колеса до 200 Нм крутного моменту! Помилуватися на літієво-іонні батареї електричного «серця» можна через віконце в підлозі багажника.
Гібридний Audi Metroproject quattro має розгін до 100 км/год за 7,8 секунди і розвиває швидкість в 201 км/год. Авто також може приводити в дію лише електромотор, запасу ходу якого вистачить на 100 км шляху.
Розмірами Metroproject відповідає визначенню "компакт" — довжина 3910 мм, ширина 1750 мм, висота 1400 мм, а колісна база складає 2460 мм.
Салон авто не має якихось іноваційних рішень, яких би ми не бачили на інших моделях, про те, авто має мобільний гаджет, котрий керує багатьмя функціями - це і телефон, і mp3-плеєр, і навігатор. Цей прилад керує і охоронними системами, дозволяючи відкрити, завести машину і, крім іншого , повідомити власнику, чи все в порядку з автомобілем на стоянці.

#### Audi A1 Sportback Concept
|                           |  |  |
| Audi A1 Sportback Concept |  |  |

Для того що б підігріти інтерес публіки до майбутньої моделі, на передпрем'єрній презентації, влаштованої концерном Volkswagen напередодні відкриття Паризького автосалону, компанія Audi вперше показала концепт-кар Audi A1 Sportback Concept. Цей прототип складе конкуренцію сімейству Mini.
Автомобіль побудований на базі передньоприводної платформи і досить компактний: його довжина складає 3999 мм, а розмір колесної бази - 2460 мм. Підвіска - традиційний МакФерсон спереду і незалежна чотирьохважільна ззаду.
Авто використовує 1,4 літровий бензиновий двигун с турбонадувом TFSI і розвиває 150 к.с. Його доповнює 27 сильний електродвигун. Обидва можуть працювати в парі, аба незалежно один від одного. В сумі крутний момент силових установок складає 390 Нм, для реалізації якого A1 Sportback Concept забезпечили електронної імітацією блокування міжколісного диференціала.
Від 0-100 км/год авто розганяється за 7,9 секунди, а максимальна швидкість складає 200 км/год.
Завдяки гібридному двигуну, авто дуже економічне і споживає в змішаному циклі всього 3,9 літра на сотню. Окрім цього, автомобіль здатний проїхати близько 100 кілометрів виключно на електротязі.
Новинкою для A1 Sportback Concept була запозичена у Audi A4 (B8), система вибору руху Drive Select, яка має два алгоритми роботи:"ефективний" (для економії палива) і "спортивний", в якому змінюються не тільки налаштування гібридної силової установки, але і жорсткість електронно-керованих амортизаторів, чутливість рульового управління і так далі.
У концепта Audi з'явилася просунута мультимедійна система, яка здатна працювати з мобільними телефонами різних виробників, використовувати їх як сховище для музики і контактів, а тако ж як навігаційну систему і охоронний модуль, який виводить інформацію про роботу охоронної системи на екран мобільного телефону.

#### Audi A1 e-Tron Concept

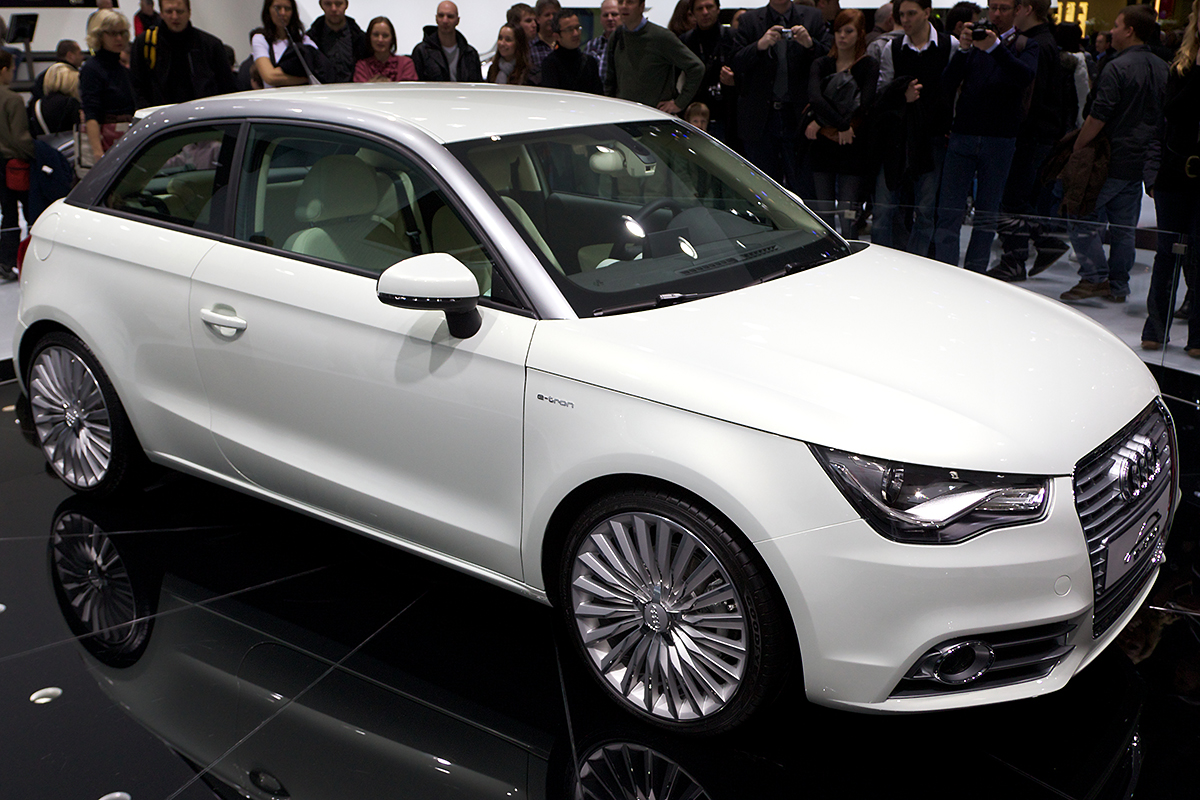
Audi A1 e-Tron Concept

В 2010 році на Женевському автосалоні, разом зі звичайною Audi A1, була представлена модель Audi A1 e-Tron Concept.
З першого погляду — типова А1, але всередині — складний електроробот. У рух, концепт приводиться за рахунок фронтального 83-сильного електромотора (може збільшуватися до 102 сил), який працює виключно з переднім приводом і одноступінчастою коробкою автомат, яка може працювати в трьох режимах: вперед, нейтрально і назад. Електродвигун підживлює свою силу за рахунок літій-іонних батарей розташованих прямо під капотом. Запас ходу чисто на електротязі - 50 кілометрів, а розгін до сотні становить усього 10,2 секунди. Максимальна швидкість концепткару обмежується відміткою в 130 км/год.
Разом з електромотором, на борту є так само розташований в хвостовій частині бензиновий роторно- поршневий двигун Ванкеля об'ємом в 254 кубика і 12-літровим паливним баком, основне завдання якого полягає в тому, щоб перейняти роботу "генератора", коли акумулятори будуть порожні. В даному випадку, запас ходу буде поповнений ще на 200 км. У вигляді альтернативи - підзарядка можлива так само і від 380-вольтової розетки.
В іншому — та ж Audi A1, тільки злегка припудрена. Концепт виділяють стильні 18-дюймові колісні диски з 20 спицями у формі турбіни, специфічне перламутрове лакування кузова, яке має назву:"Aqua Mint, pearl effect", а верхні стійки авто пофарбовані спеціальною фарбою під назвою:"High Gloss Steel dark". На кузові присутні парочка логотипів e-tron, а на задньому дифузорі з алюмінієвою обробкою відсутня вихлопна труба.

#### Audi A1 clubsport quattro

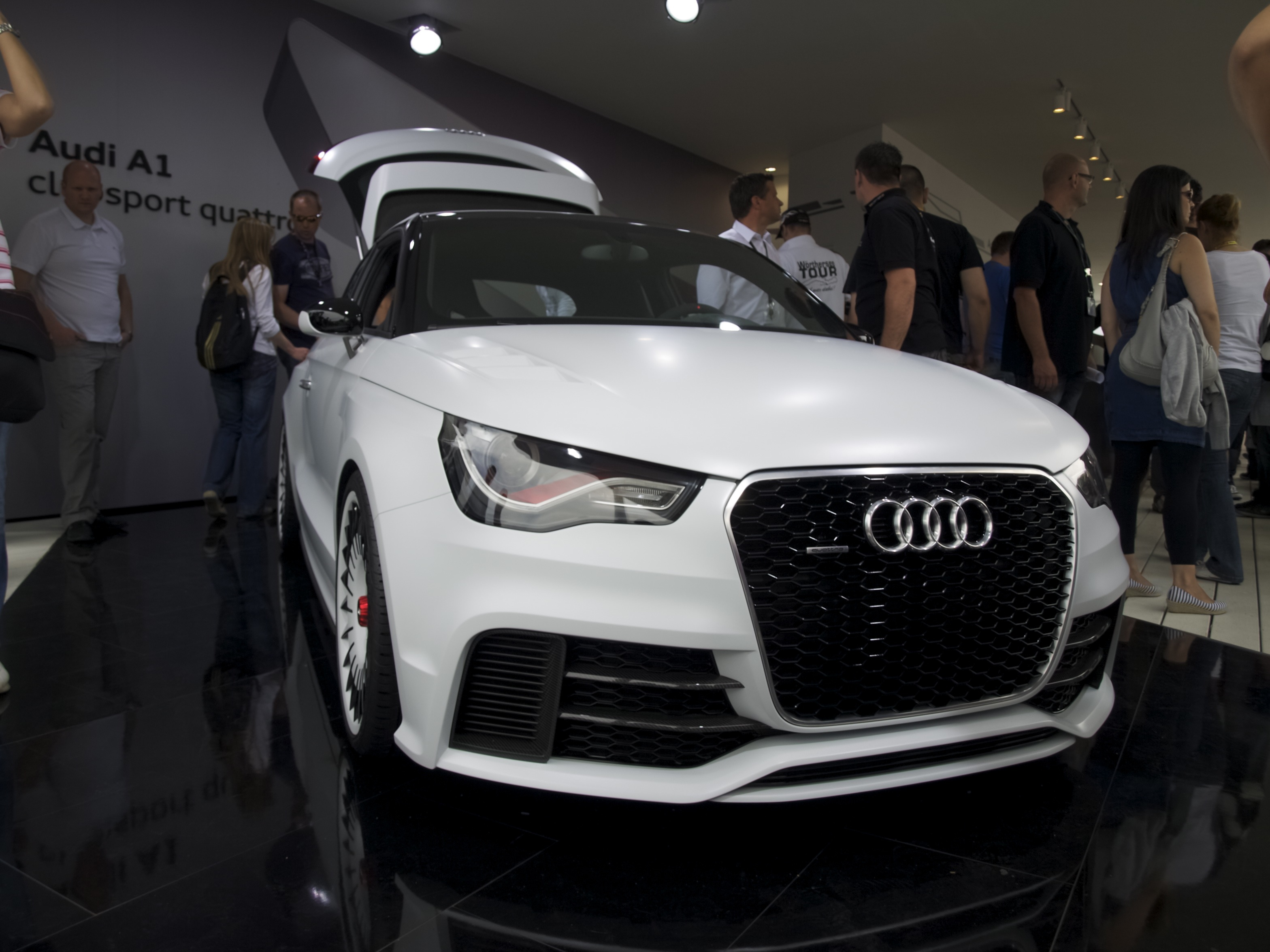
Audi A1 clubsport quattro

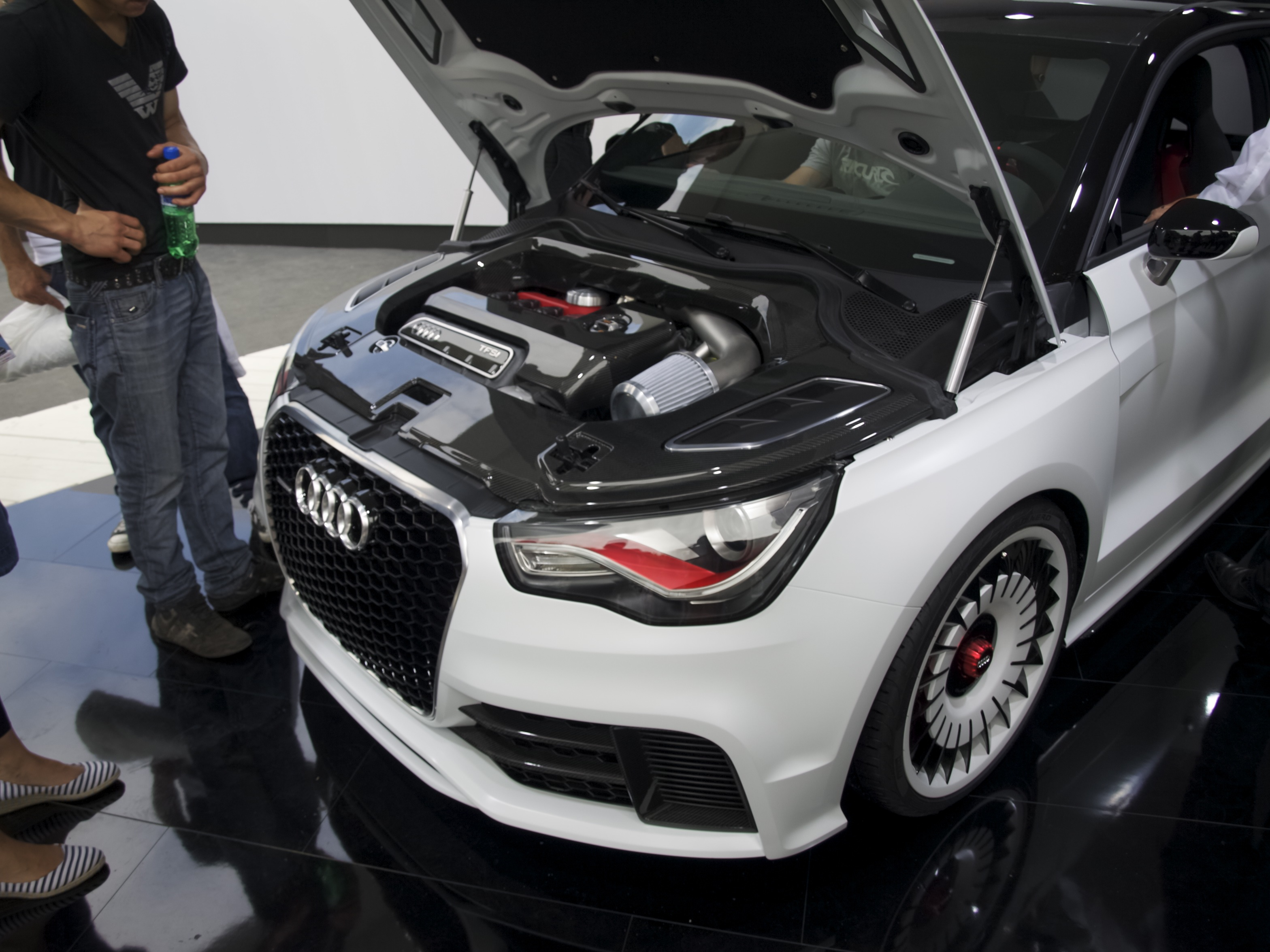
Audi A1 clubsport quattro engine

В 2011 році, на автошоу Wörthersee (Австрія), публіці був представлений концепт Audi A1 clubsport quattro. Його серцем є бензиновий, п'ятициліндровий двигун, об'ємом в 2,5 літра з турбонаддувом і безпосереднім вприскуванням палива. У порівнянні з версіями, які використовують в Audi TT RS і RS3 Sportback, для яких він був створений, потужність TFSI двигуна, була збільшена до 503 к.с. і 660 Нм обертального моменту. Максимальна обертальна потужність подається від 2500 до 5300 оборотів за хвилину.
Як і на Audi A4 DTM, вихлопна труба розташована на лівому фланзі, тільки в передній частині заднього колеса.
Вага авто становить 1390 кг. Завдяки цьому, розгін від 0 до 100 км/год займає 3,7 секунди, 
а від 0 до 200 км/год лише 10,9 секунди. Прискорення від 80 до 120 км/год на 4 передачі, займає всього 2,4 секунди. Шестиступенева механічна коробка передач і повний привід Quattro взяті з TT RS. Максимальна швидкість авто обмежена електронікою і становить 250 км/год.
На авто встановлені 255/30R19 легкосплавні диски унікального дизайну турбіни на низькопрофільній гумі.
Так, як авто задумане як дорожній транспортний засіб для гоночної траси, на прототипі ззаду немає сидінь. Замість них розпорки посилення жорсткості кузова і сховище для гоночних шоломів. Легкі ковшоподібні сидіння взяті з Audi R8 GT і оснащені шасі з вуглецевого волокна і армованого полімеру. Закріпитися в них водію і пасажиру допоможуть червоні чотирьо-точкові ремені безпеки.
Цікавою особливістю цього авто є те, що клієнти звичайної А1, можуть замовити такий же обвіс і спойлер на даху, який буде пофарбований в колір кузова чи контрастний колір.

#### Audi A1 e-Tron Prototype 2010-12

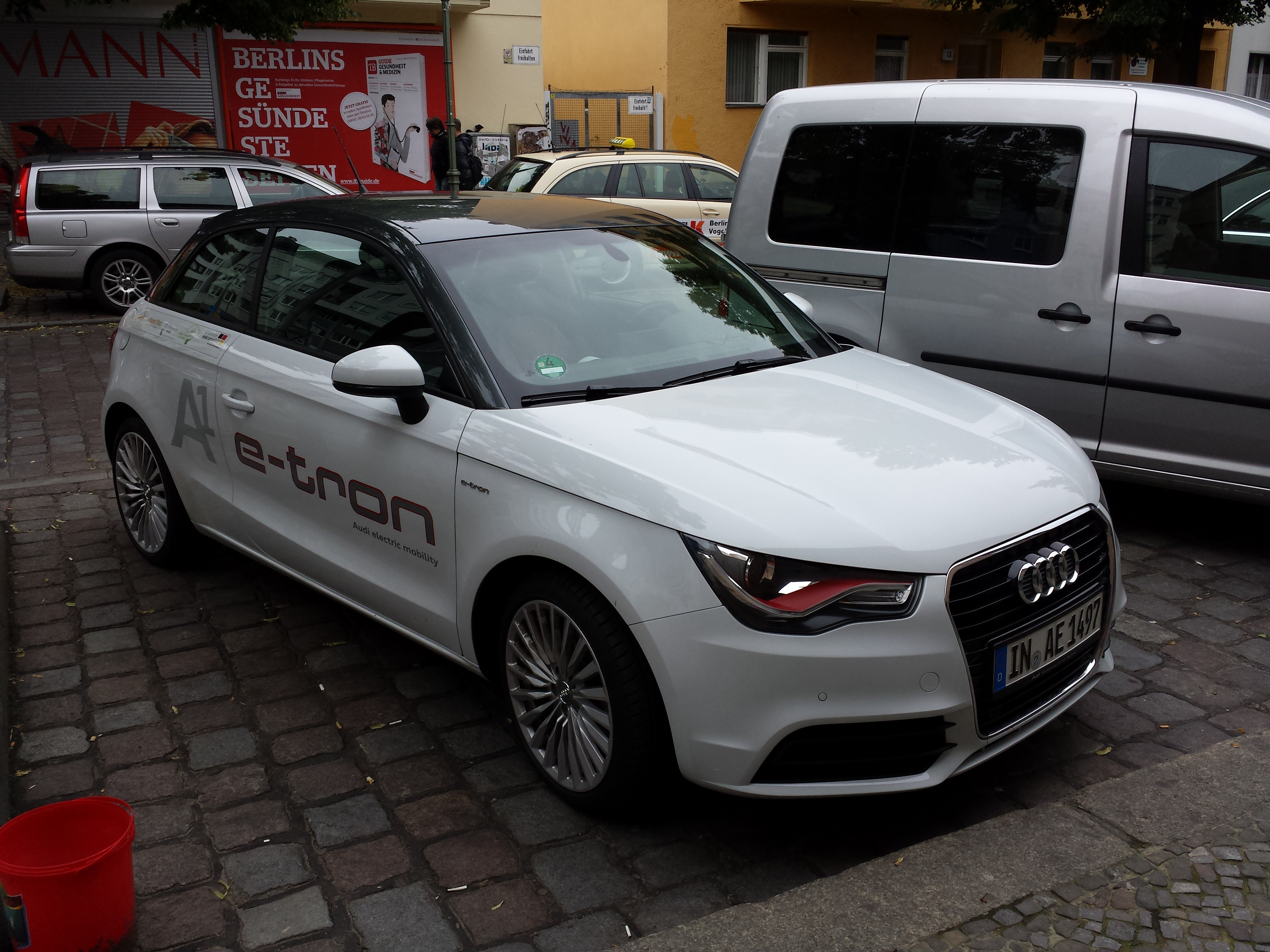
Audi A1 e-Tron Prototype

Audi A1 e-Tron Prototype - це гібридне авто, яке майже нічим не відрізняється від Audi A1 e-Tron Concept. Було випущено всього 80 одиниць цієї версії.
Електрично-бензиновий двигун в парі, споживають всього 1,9 літрів пального на 100 кілометрів пробігу, а запас пробігу виключно на електротязі, складає 50 кілометрів. Об'єм бензобаку складає 12 літрів. При повній розрядці акумуляторів, авто можна зарядити всього за 3 години від заряджальної станції.
При своїй скромній потужності у 85кВт/300нм, авто досить жваве. До 100 км/год, розгін складає 9,8 секунди, а максимальна швидкість становить 130 км/год. Вага авто складає 1407 кг, що є на 20% важче, ніж стандартний Audi A1 1,4 TFSI, про-те це зовсім не помітно при міській їзді.

#### Audi A1 quattro Prototype 2011
Прототип Audi A1 quattro на якому вперше демонструють систему повного приводу в сегменті компактних автомобілів преміум-класу, проходив бойове хрещення на засніжених дорогах Канади, в передмісті Монреаля.
Прототип став однією із зірок на фестивалі «Чарівність quattro», який проходив в середині січна 2011 року. Прототип Audi A1 quattro підтверджує прихильність бренду девізу «Перевага високих технологій» і дозволяє заглянути в майбутнє, коли топові модифікації стильною моделі Audi A1 почнуть оснащуватися системою quattro, що довела свою ефективність.
Найменша модель сімейства quattro, використовує технологію, яка близька до тієї що стоять на Audi A3 і Audi TT. В її основі - керована електронікою багатодискова муфта з гідравлічним приводом, розташована перед задньою віссю для оптимального розподілу навантаження. Конструктивно муфта являє собою пакет дисків, що обертаються в оливній ванні. У звичайному режимі руху муфта направляє найбільшу частину потужності двигуна на передні колеса. Якщо вони втрачають контакт з дорогою, механізм може миттєво передати крутний момент на задню вісь, стиснувши пакет дисків. Напірний резервуар допомагає електронасоса забезпечувати необхідний тиск оливи.

#### Лімітовані і спеціальні версії авто

##### Audi A1 “motto vehicles” 2010

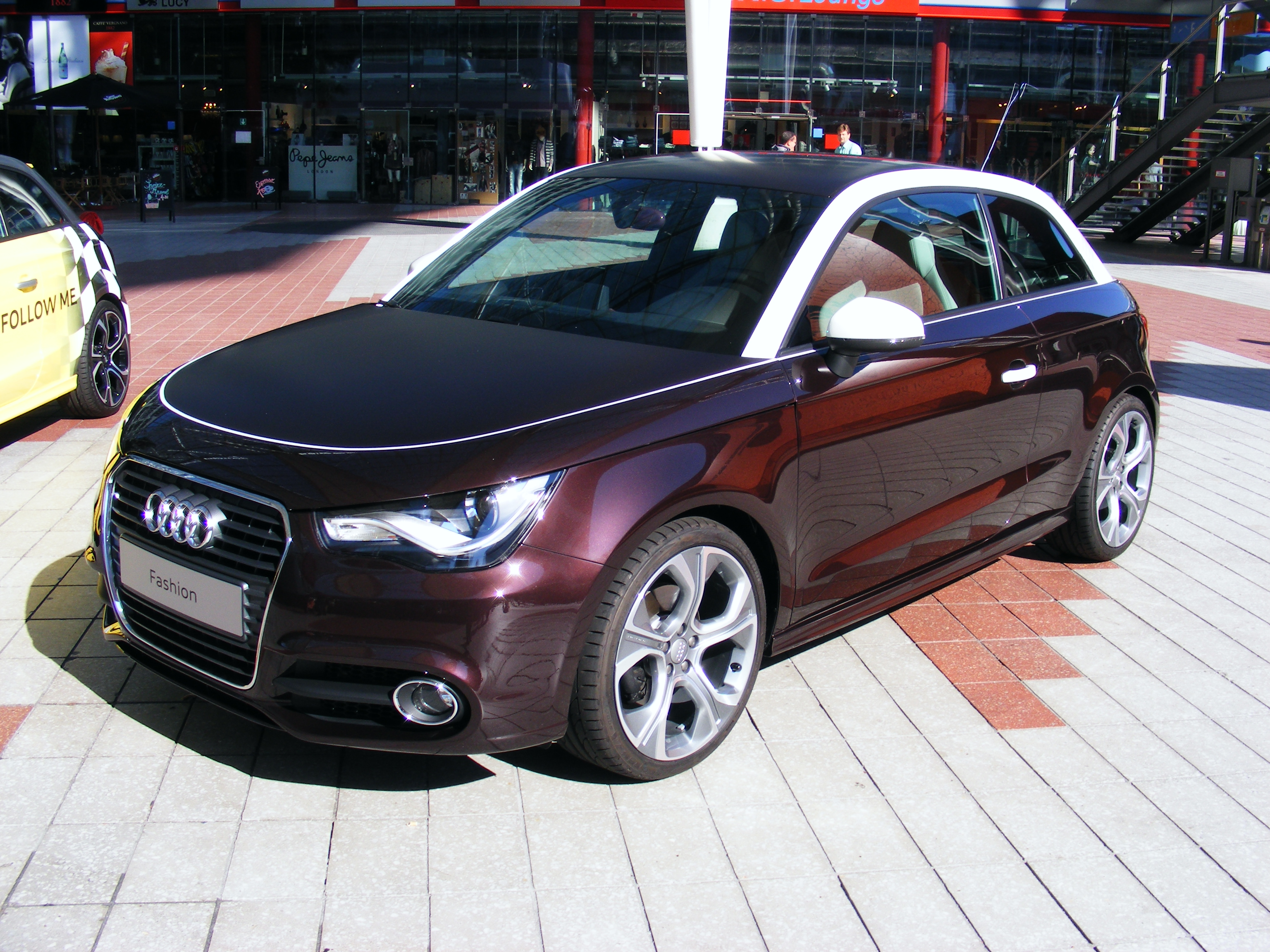
Audi A1 "Fashion"

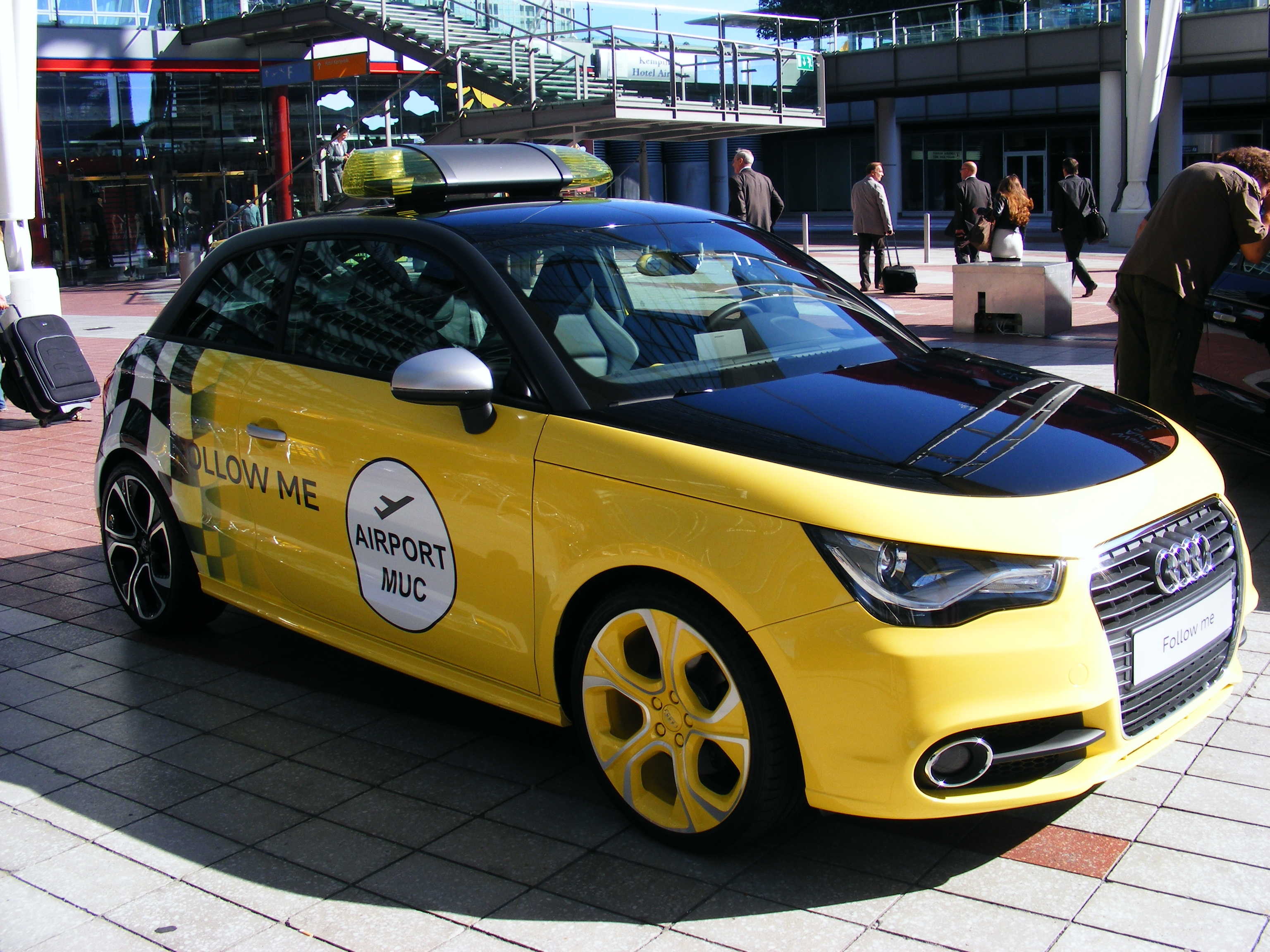
Audi A1 "Follow Me"

Нова модель Audi A1 грає головну роль в 29-му ралі Wörthersee Tour (12-15 травня), що проходить в Райфніце, в австрійській землі Каринтія (Райфнітце, Каринтія). Інноваційні дизайнерські наклейки, яскраві відтінки фарб, нові декоративні елементи зовнішньої обробки і салону пертворили сім хетчбеків нової моделі в неймовірні рекламні автомобілі. Кожна із 7 авто, представлена в єдиному екземплярі.
- Audi A1 "competition kit"
- Audi A1 "Fashion"
- Audi A1 "FC Bayern"
- Audi A1 "Follow Me"
- Audi A1 "Hot Rod"
- Audi A1 "Pickerljäger"
- Audi A1 "Wasserwacht"

Фото: Audi A1 “motto vehicles”

##### Audi A1 Art Car by Damien Hirst 2011
Кузов Audi A1 був перетворений на витвір сучасного мистецтва британським художником Деміеном Хьорстом (Damien Hirst).
Авто існує лише в одному екземплярі і був проданий на аукціоні, який пройшов в рамках благодійного балу White Tie & Tiara, за 420000 євро. Організатором заходу виступав знаменитий співак Елтон Джон (Elton John) і його фонд боротьби зі СНІДом, який і отримав всю виручку від продажу машини.

##### Audi A1 TFSI "Competition Line" 2011-12
|                                 |  |  |
| Audi A1 TFSI "Competition Line" |  |  |

Лімітована версія три-дверної Audi A1 спеціально для ринку Британії. Виповнений в ралійному стилі Quattro, хоча під капотом звичайний 120-ти сильний, 1,4 літровий TFSI. Коробка передач 6-ти ступінчата, механічна. Розгін до 100 км/год займає 8,9 секунд. Максимальна швидкість 203 км/год. На авто встановлені 18" колесні диски спеціального дизайну і комбінованого окрасу (чорного і кольору слонової кістки). Ціна авто в Британії складає £17,470.

##### Audi A1 "Samurai Blue" 2011

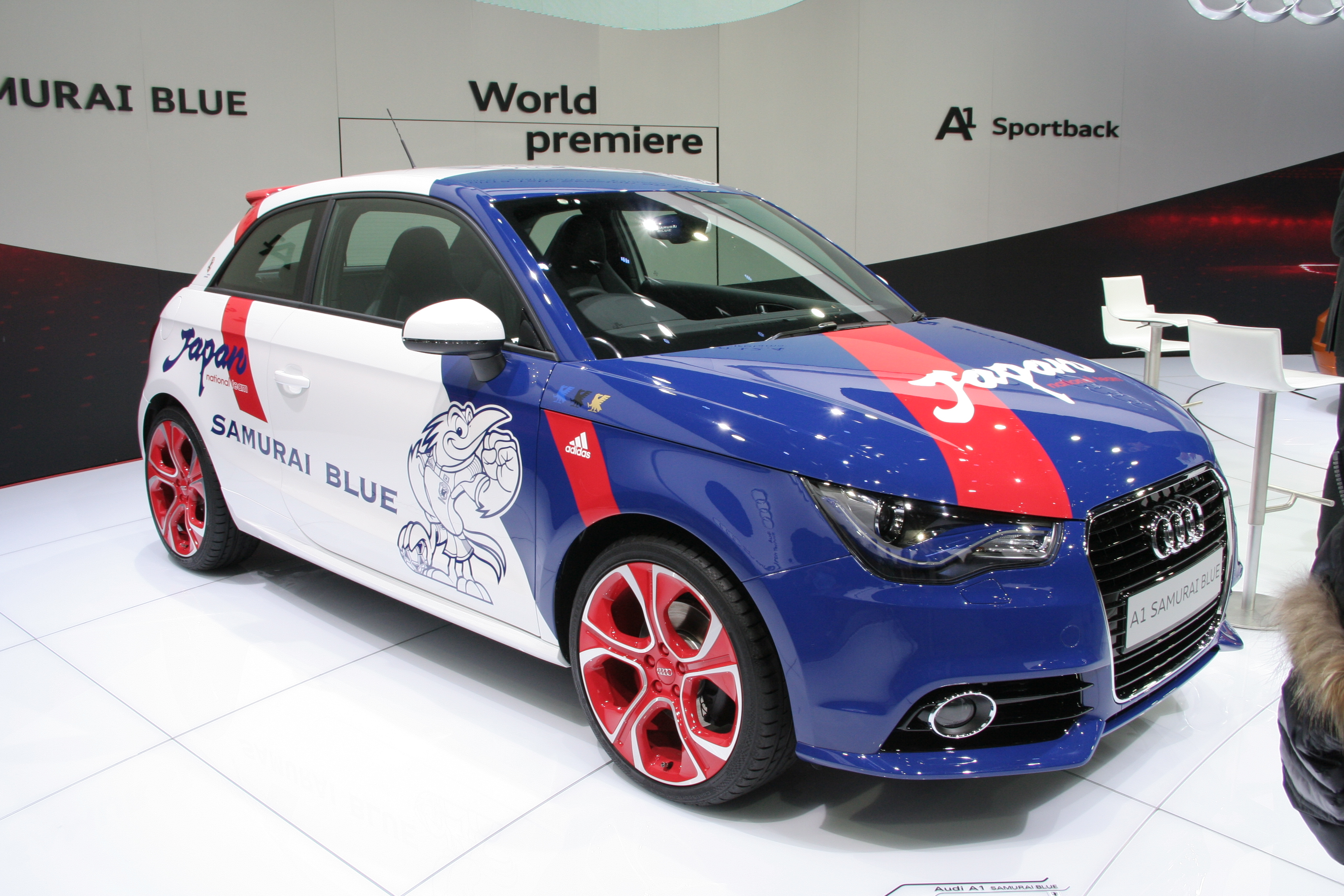
Audi A1 "Samurai Blue"

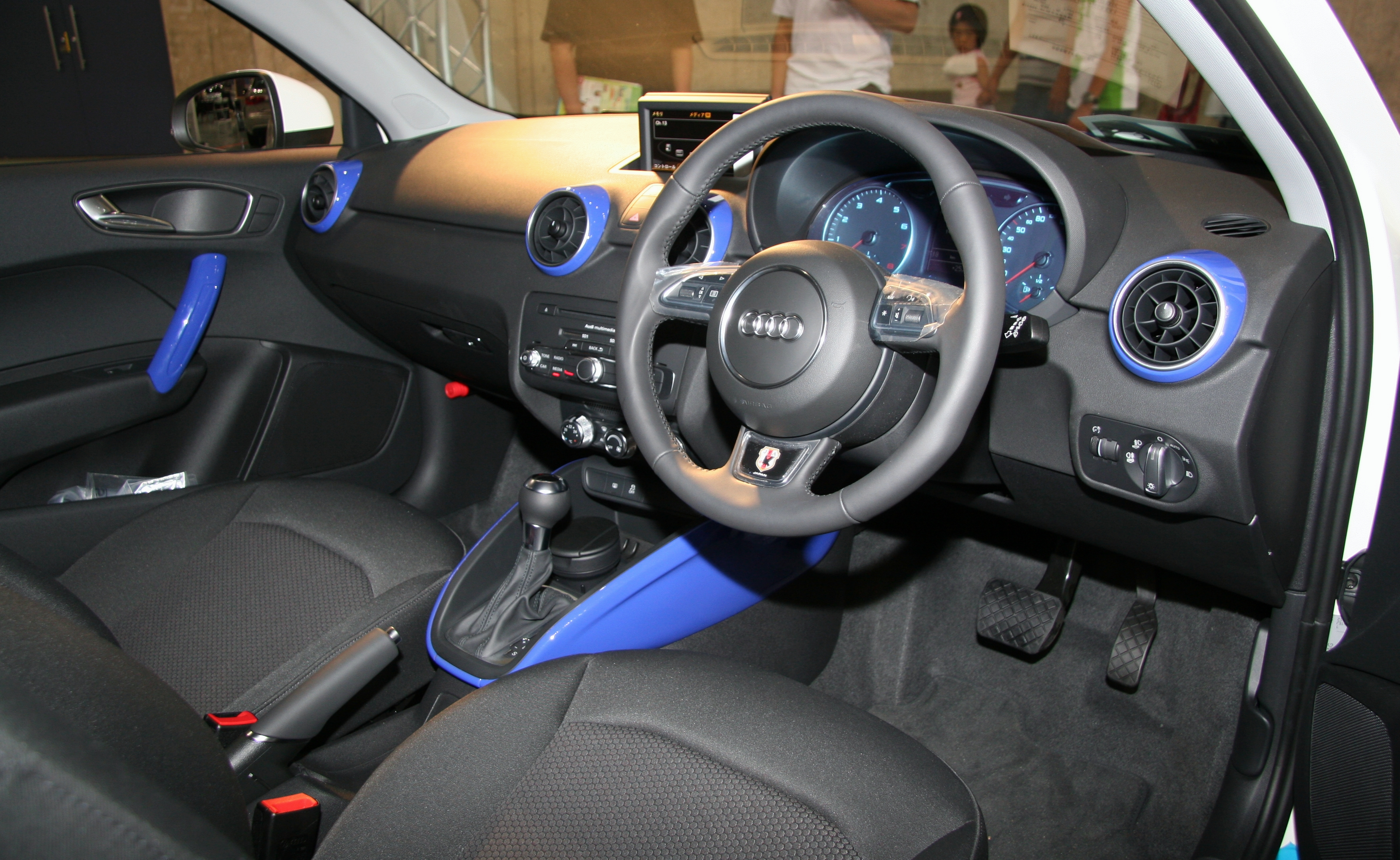
Audi A1 "Samurai Blue" interior

На Токійському автосалоні був представлений ексклюзивний Audi A1. Авто пофарбоване в кольори національної збірної Японії по футболу. Частину від суми продажу компанія пожертвує на благодійність.
Автомобіль-Audi A1 Samurai Blue виконаний в синьо-білій гамі з червоними вставками, що символізують японський прапор. Основним кольором салону обраний чорний, а акценти-строчка, окантовки дефлекторів, вставки, елементи центральної консолі і обробка підлогових килимків-відзначені синім кольором. Диски моделі виконані в ексклюзивному Багатокутному дизайні і пофарбовані в червоний колір. Завдяки двигуну 1.4 TFSI потужністю 122 к.с. Audi A1 Samurai Blue здатний розвивати високу швидкість, а спортивна підвіска з дисками діаметром 18 дюймів і шинами шириною 225 мм надають автомобілю маневреність зіркового футболіста вищої ліги.

##### Audi A1 quattro 2012

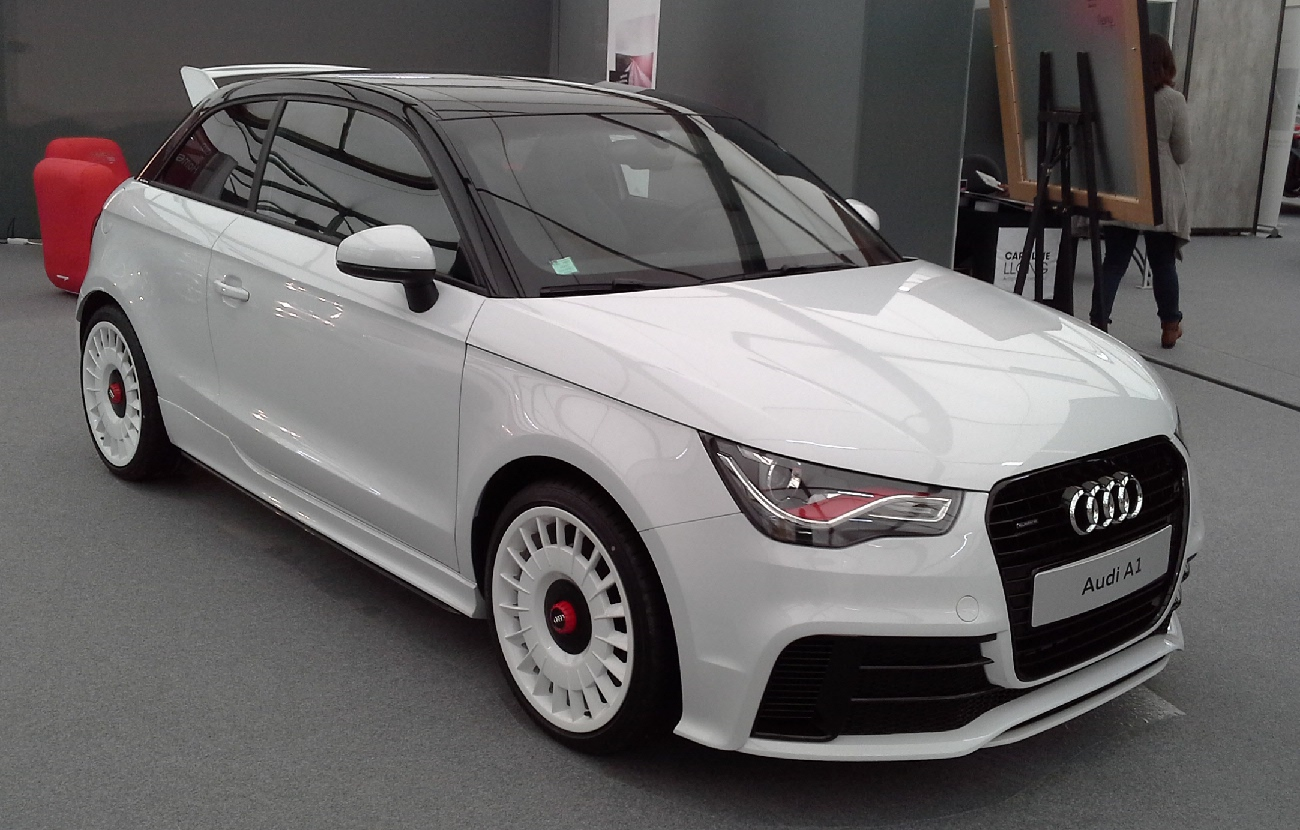
Audi A1 quattro

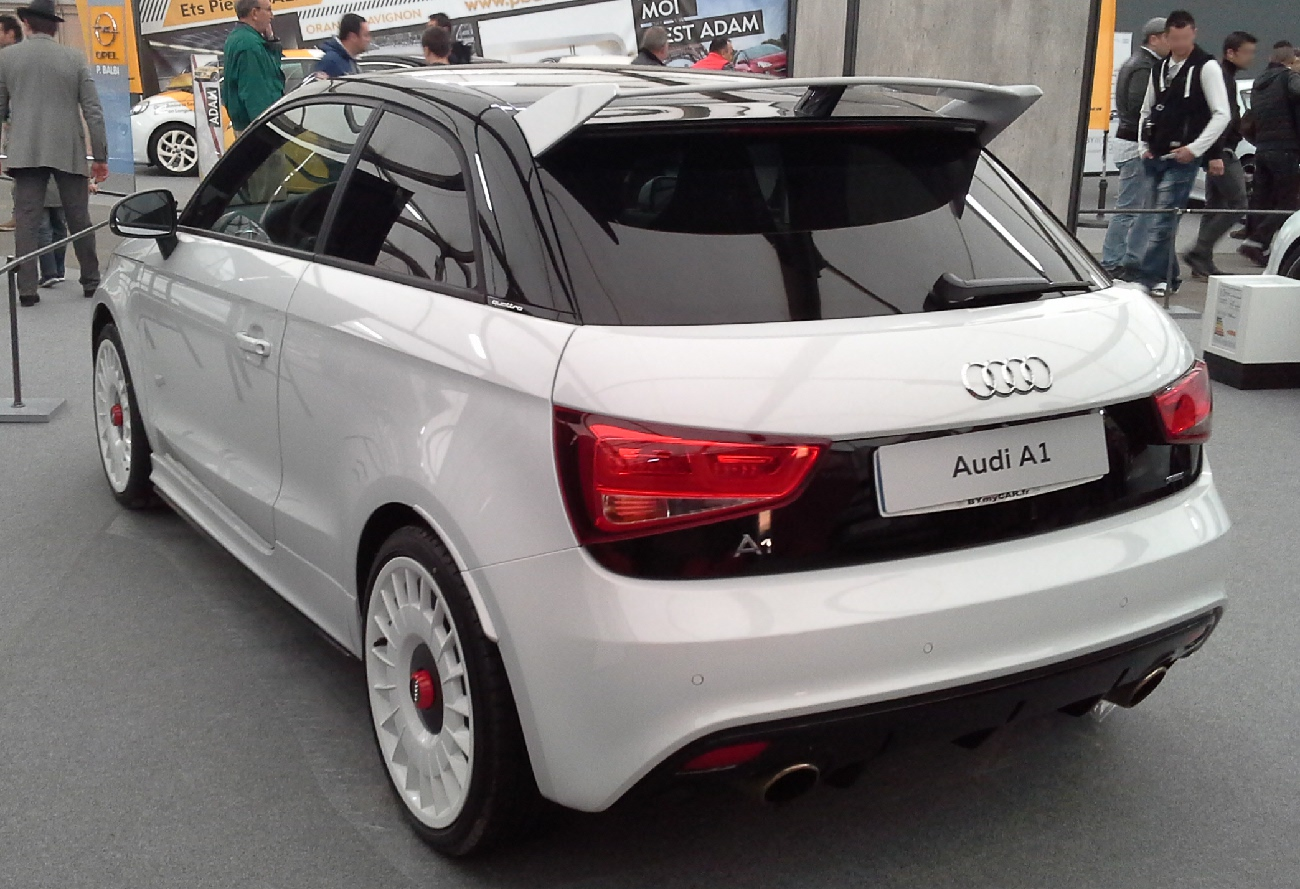
Audi A1 quattro

На Женевському автосалоні була представлена Audi A1 quattro, яка була випущена тиражем в 333 екземпляри, 19 з яких, були з правостороннім кермом спеціально для ринку Британії.
На авто встановлено 2,0 літровий TFSI, потужністю 256 сил і 350 Нм обертального моменту. Вага авто 1390 кг, розгін до 100 км/год займає 5,7 секунд, а максимальна швидкість 245 км/год. Коробка передач 6-ти ступенева, механічна. Диски 18-дюймові retrotastic ‘Turbine', пофарбовані фарбою Glacier White, як і більшість деталей на кузові.

##### Audi A1 TFSI "Competition Kit" 2012
Лімітована версія авто для ринку Австралії, яка була випущена тиражем 50 одиниць. Різниця між звичайною версією, це перероблений аеродинамічний пакет і спойлер на кришці багажника, які можна пофарбувати в контрастні кольори.

##### Audi A1/A1 Sportback "amplified" 2012-14
Спеціальна версія, яка вирізняється червоним і холодним білим окрасом кузова.

#### Безпека
У листопаді 2010 року, асоціацією Euro NCAP, був проведений краш-тест автомобіля Audi A1 1.2 TFSI 'Ambition', LHD (2010). В ході випробувань авто отримало максимальну оцінку - 5 зірок.
- Дорослий пасажир - 90%
- Дитина - 79%
- Пішохід - 49%
- Активна безпека - 86%

В жовтні 2014 року, Euro NCAP провели краш-тест фейсліфтингової А1.

#### Технічні характеристики
Автомобіль базується на платформі Volkswagen PQ25, на якій побудовані такі моделі як VW Polo і Skoda Fabia, однак, інженери Audi допрацювали шасі, щоб додати машині більш спортивної поведінки. Довжина A1 складає всього 3954 мм, ширина - 1740 мм, висота - 1416 мм, а колісна база моделі - 2469 мм. Автомобіль розрахований на чотирьох пасажирів. П'ятому просто нікуди сісти за організованого на задніх місцях міні столика з тримачами для склянок і пляшок. Розташувався він прямо посередині заднього пасажирського крісла. Версія Sportback має ті ж самі параметри, про те ширина складає 1746 мм, а висота 1422 мм. Завдяки цьому з`вилося місце для п'ятого пасажира.
Лінійка двигунів Audi A1 включає чотири силові агрегати. Діапазон потужності двох бензинових моторів TFSI і двох дизельних TDI становить від 86 к.с.(63 кВт) до 122 к.с.(90 кВт). Всі двигуни оснащені за останнім словом техніки. Всі мотори використовують безпосереднє уприскування палива і турбонаддув. Концепція зменшення робочого об'єму у поєднанні з модульної платформою підвищення ефективності Audi забезпечує вражаючу потужність при низькій витраті палива, що становить від 3,9 до 5,3 л/100 км. Базовим двигуном є 1,2-літровий мотор з турбонаддувом. Він розвиває потужність 86 к.с.(63 кВт) та вже при частоті обертання від 1500 до 3500 об/хв розвиває максимальний крутний момент 160 Нм. Чотирициліндровий двигун в поєднанні з п'ятиступінчастою механічною коробкою передач розганяє Audi А1 з нуля до 100 км/год за 12,1 секунди і дозволяє розвинути максимальну швидкість до 179 км/год, Середня витрата палива - 5,1 літра.
Також A1 оснащується 1,4-літровим 122-сильним двигуном, завдяки якому автомобіль зможе розігнатися до 200 км/год, а розгін до 100 км/год займе в цьому випадку 9,1 секунди. Два інших варіанти являють дизельні двигуни: 1,6-літрові мотори потужністю 90 і 105 к.с.(230 і 250 Нм відповідно). За замовчуванням усі двигуни працюють у поєднанні з механічною коробкою передач, а для бензинового 1,4-літрового агрегату можна вибрати 7-ступеневу трансмісію S tronic з подвійним зчепленням. Всі двигуни мають на увазі наявність системи старт-стоп, а також системи рекуперації енергії.

##### Модифікація Audi A1 3 дв. хетчбек (2010 – 2014)[19].
|                           |  |  |
| Audi A1 1.4 TFSI Ambition |  |  |

|                            |  |  |
| Audi A1 1.6 TDI Attraction |  |  |

| Модифікація      | к.с.     | Об'єм  | КПП.  | Рік            |
| ---------------- | -------- | ------ | ----- | -------------- |
| Audi A1 1.2 TFSI | 86 к.с.  | 1.2 л. | 5МКПП | з 2010 по 2014 |
| Audi A1 1.4 TFSI | 122 к.с. | 1.4 л. | 6МКПП | з 2010 по 2014 |
| Audi A1 1.4 TFSI | 122 к.с. | 1.4 л. | 7АКПП | з 2010 по 2014 |

##### Модифікація Audi A1 Sportback 5 дв. хетчбек (2012 – 2014)[20].
|                                       |  |  |
| Audi A1 Sportback 1.4 TFSI Attraction |  |  |

|                                    |  |  |
| Audi A1 Sportback 1.6 TDI Ambition |  |  |

| Модифікація                | к.с.     | Об'єм  | КПП.  | Рік            |
| -------------------------- | -------- | ------ | ----- | -------------- |
| Audi A1 Sportback 1.2 TFSI | 86 к.с.  | 1.2 л. | 5МКПП | з 2010 по 2014 |
| Audi A1 Sportback 1.4 TFSI | 122 к.с. | 1.4 л. | 6МКПП | з 2010 по 2014 |
| Audi A1 Sportback 1.4 TFSI | 122 к.с. | 1.4 л. | 7АКПП | з 2010 по 2014 |
| Audi A1 Sportback 1.4 TFSI | 185 к.с. | 1.4 л. | 7АКПП | з 2010 по 2014 |
| Audi A1 Sportback 1.6 TDI  | 90 к.с.  | 1.6 л. | 7АКПП | з 2010 по 2014 |
| Audi A1 Sportback 1.6 TDI  | 105 к.с. | 1.6 л. | 5МКПП | з 2010 по 2014 |
| Audi A1 Sportback 1.6 TDI  | 90 к.с.  | 1.6 л. | 5МКПП | з 2010 по 2014 |

##### Модифікація Audi A1 3 дв. хетчбек (2014 – …)[21].
| Модифікація      | к.с.     | Об'єм  | КПП.  | Рік    |
| ---------------- | -------- | ------ | ----- | ------ |
| Audi A1 1.4 TFSI | 125 к.с. | 1.4 л. | 7АКПП | з 2014 |
| Audi A1 1.4 TFSI | 125 к.с. | 1.4 л. | 6МКПП | з 2014 |
| Audi A1 1.4 TDI  | 90 к.с.  | 1.4 л. | 5МКПП | з 2014 |
| Audi A1 1.4 TDI  | 90 к.с.  | 1.4 л. | 7АКПП | з 2014 |
| Audi A1 1.6 TDI  | 116 к.с. | 1.6 л. | 5МКПП | з 2014 |
| Audi A1 1.6 TDI  | 116 к.с. | 1.6 л. | 7АКПП | з 2014 |

##### Модифікація Audi A1 Sportback 5 дв. хетчбек (2014 – …)[22].
| Модифікація                | к.с.     | Об'єм  | КПП.  | Рік    |
| -------------------------- | -------- | ------ | ----- | ------ |
| Audi A1 Sportback 1.4 TFSI | 125 к.с. | 1.4 л. | 6МКПП | з 2014 |
| Audi A1 Sportback 1.4 TFSI | 125 к.с. | 1.4 л. | 7АКПП | з 2014 |
| Audi A1 Sportback 1.4 TDI  | 90 к.с.  | 1.4 л. | 5МКПП | з 2014 |
| Audi A1 Sportback 1.4 TDI  | 90 к.с.  | 1.4 л. | 7АКПП | з 2014 |
| Audi A1 Sportback 1.6 TDI  | 116 к.с. | 1.6 л. | 5МКПП | з 2014 |
| Audi A1 Sportback 1.6 TDI  | 116 к.с. | 1.6 л. | 7АКПП | з 2014 |
| Audi A1 Sportback 1.8 TFSI | 192 к.с  | 1.8 л. | 7АКПП | з 2014 |

#### Фейсліфтинг 2014
|                       |
|                       |
|                       |
| Audi A1 Facelift 2015 |

Явною ознакою популярності Audi A1 і A1 Sportback є більше 500 000 автомобілів, проданих з моменту його появи на ринку в 2010 році. Audi зробила свої компактні моделі, ще більш привабливим, освіживи для обох інтер'єр та екстер'єр. Поява нових кольорів та декору, зробить автомобілі ще більш привабливішим. Жорсткий кузов автомобіля і коротка колісна база робить їх гнучкими і маневреними.
Авто має 6 двигунів - бензинові та дизельні, проте вперше Audi пропонує абсолютно нові три циліндрові двигуни — 1,0 TFSI і 1,4 TDI. Вони є такими ж ефективними, як і інші двигуни. Паливна економічність була покращена для всієї лінійки моторів на 10%. Потужність двигунів починається з 90 к.с. до 192 к.с., а семиступенева S Tronic доступна для всіх двигунів.
Електромеханічний підсилювач керма абсолютно новий. Він став більш легкий в керуванні, а керованість покращилась. Режими роботи можна налаштувати в системі Audi Drive Select.
Інформаційно-розважальна лінійка спеціально налаштована для задоволення потреб молодих клієнтів. Кращі компоненти MMI навігації плюс з великим об'ємом пам'яті і інтелектуальним управління голосу. Складний монітор ховається в панель. Ідеальним доповненням є можливість підключити модуль, в тому числі телефонний, для з'єднання з інтернетом. Водій може використовувати онлайн послуги Audi, а пасажири  підключитися до точки доступу WiFi. Завершальним в розважальній системі є, аудіосистема Bose Surround Sound.
Дизайн нових Audi A1 і A1 Sportback став ще більш спортивнішим а лінії кузова більш динамічнішими. Авто підросло в довжину, яка тепер складає 3980 мм. Як опція, тепер присутня можливість фарбувати дах в контрастний колір.
Інтер'єр нового Audi A1 і A1 Sportback залишився таким же просторим і вишуканим, а у клієнтів  з'явилося більше варіантів уніфікації свого салону.
Об’єм багажного відділення  у A1 версії хетчбек становить 270 літрів. Склавши задні сидіння, цей об’єм можна збільшити до 920 літрів. Моделі з двигуном S1 мають менше простору, оскільки значну його частину було віддано на розміщення заднього диференціалу системи повного приводу. Таким чином, об’єм багажного відділення стандартно так і залишається на рівні 210 літрів, а при складених задніх сидіннях сягатиме лише 860 літрів.    
Всі двигуни є абсолютно новим або піддалися обширній передовій переробці. Потужність була збільшена в більшості двигунів, тоді як економія палива була знижена.
Базовим в лінійці бензинових двигунів став трициліндровий 1.0 TFSI, потужністю 95 к.с., а комбінована витрата палива складає всього 4,3 літра на 100 кілометрів. Для лінійки дизелів, базовим двигуном став 1.4 TDI Ultra, потужністю 90 к.с., а витрата палива складає 3,4 літра на 100 кілометрів. Цей двигун є першим Ultra-двигуном в лінійці Audi A1 і Audi A1 Sportback.
Діаметри коліс варіюються від 15 до 18 дюймів. ESC електронна стабілізація управління робить обробку ще більш точною і стабільною.

#### Audi S1 і Audi S1 Sportback
У 2014 році на Женевському автосалоні були представлені спортивні модифікації Audi A1 — це, Audi S1 і Audi S1 Sportback.
Двигун, який приводить в рух ці авто, 231-сильний 2.0 TFSI, з 370 Нм крутного моменту. Його також ставлять на Golf GTI і Q5. Вага складає 1315 кг, витрата палива 7,1 літр на 100 кілометрів пробігу. Від 0-100 км/год, авто вистрілює за 5,8 секунди (S1 Sportback за 5,9). Тюнінг шасі робить авто більш драйвовішим, а візуалізувати спортивну версію можна по модифікованому передньому і задньому бампері, з 4-ма вихлопними патрубками, а також пофарбованими в хром бічними зеркалами.
Шасі було повністю перероблене і тепер використовує технологію Quattro Permanent Power System - це система повного приводу з муфтою Haldex в приводі задньої осі, який робить управління більш точним і стабільнішим. Спеціально розроблені шарніри опор на передній підвісці і складна чотирьохважільна задня підвіска, забезпечують авто динамічні показники.
|                   |  |
| Audi S1 Sportback |  |

## Друге покоління (GB; 2018—)

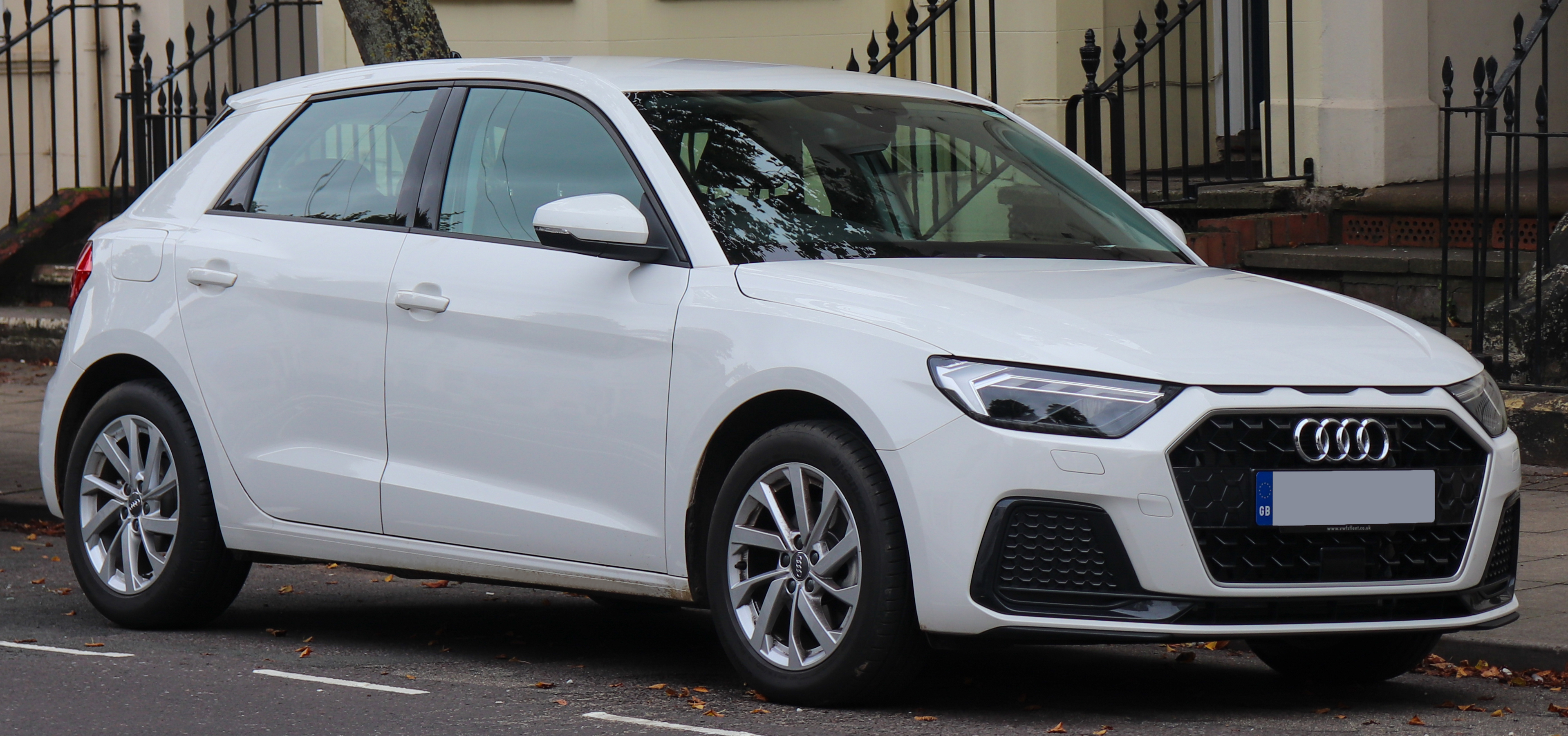
Audi A1 30 TFSI

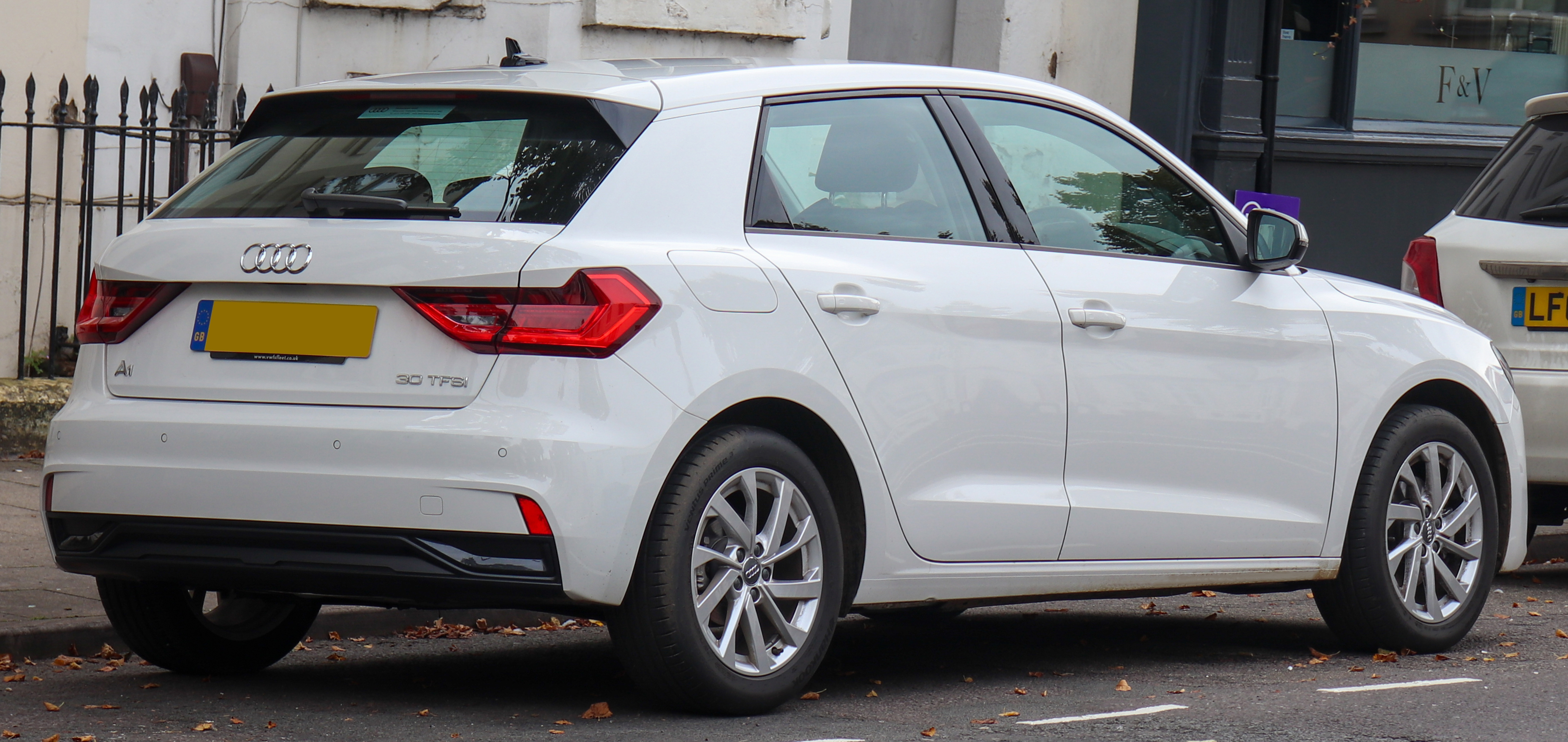
Audi A1 30 TFSI

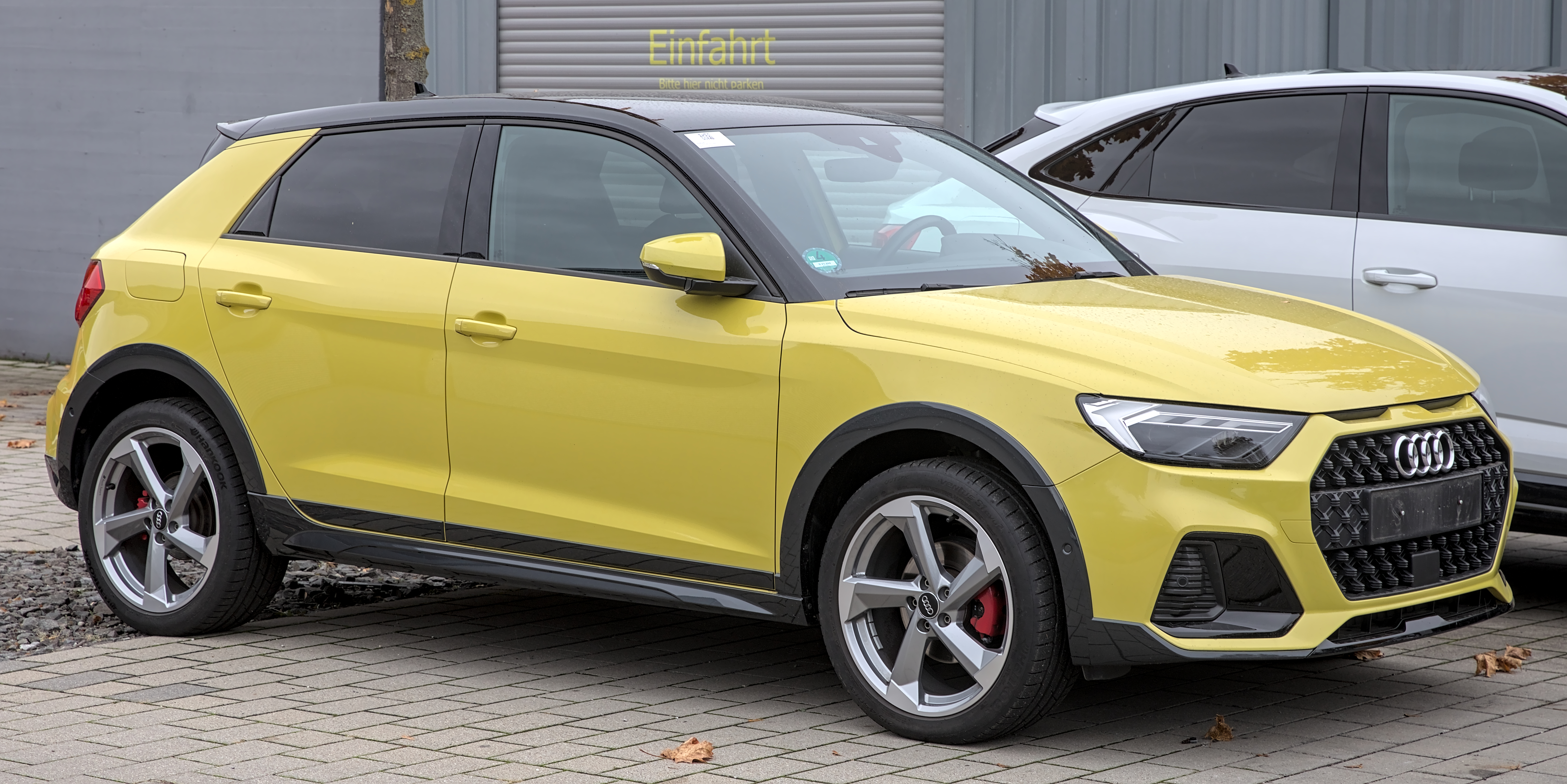
Audi A1 citycarver

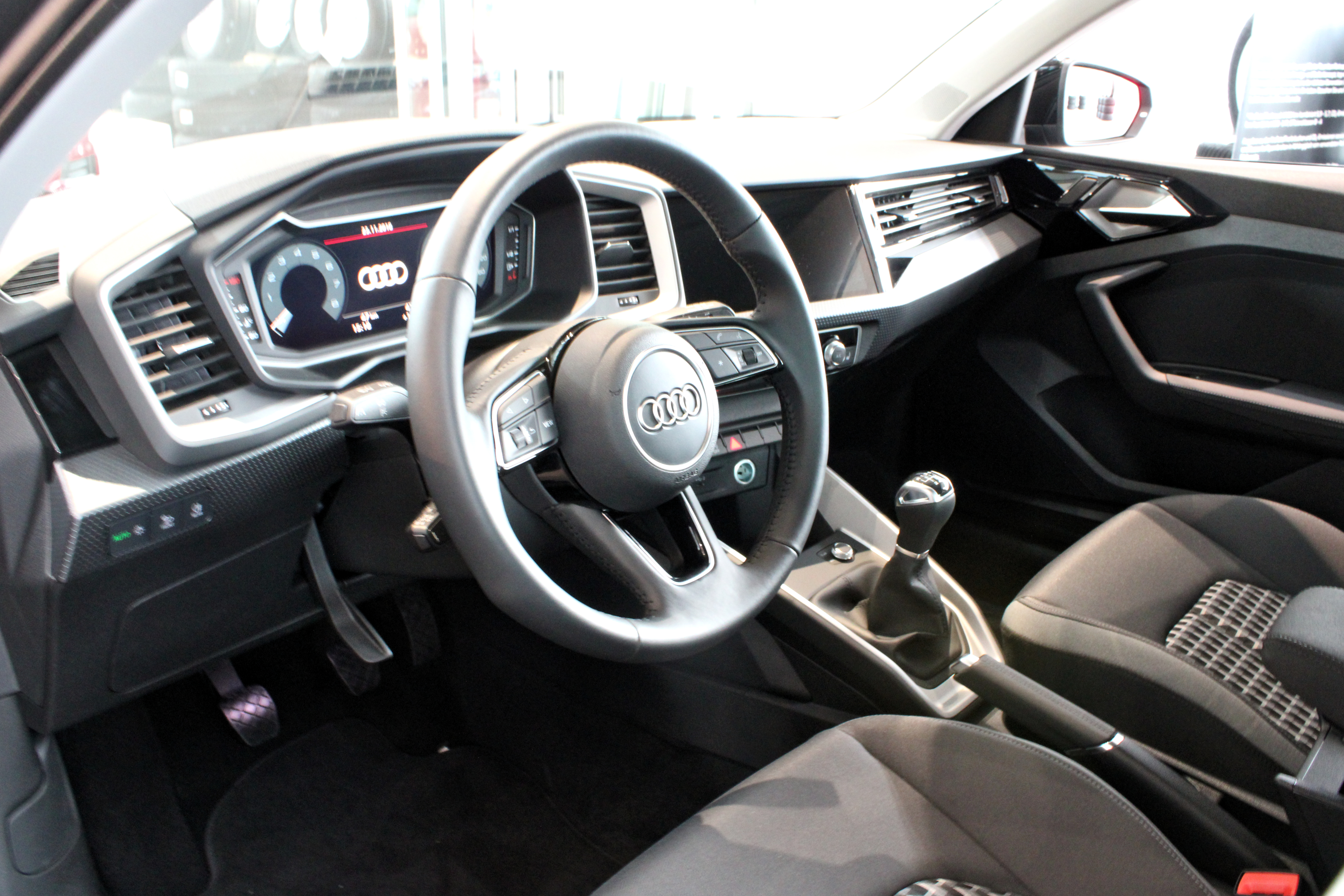

Представлена в 2018 році модель Audi A1 Sportback другого покоління, перебравшись на платформу MQB, разом з Volkswagen Polo Mk6 та SEAT Ibiza Mk5, стала трохи крупнішою, але і потужніша. Крім звичайної в 2019 році стала доступна і припіднята повноприводна версія A1 citycarver (з 2022 року Allstreet).
Підвіски по конструкції подібні тим самим: стійки McPherson спереду і торсіонна балка ззаду — хоча і поліпшені, і полегшені. При цьому можна вибрати між звичайним і спортивним комплектом, а для другого опціонально ще й замовити настроюються амортизатори. Якщо раніше звичайна лінійка субкомпакта (не рахуючи «зарядженої Ескі» і лімітованих серій) налічувала діапазон від 86 до 185 «конячок», то в другому поколінні гамма «простих» версій — від 95 до 200 к.с. Вони поєднуються з шестиступінчастою «механікою» або семиступінчастим «роботом», а топова 200-сильна версія 40 TFSI агрегатується з шестиступеневим «роботом».
Довжина хетчбека дорівнює 4,03 м (на 57 мм більше, ніж у попередника після рестайлінгу), ширина — 1,74, висота — 1,41 м (-12 мм). Кузов буде тільки п'ятидверним.
У топових комплектаціях передбачена навігація з тривимірною картою, сервісами Google Earth і Google Street View, доступом до вашої пошти і Твіттеру. Зрозуміло, справа не обійшлася без інтерфейсів Apple CarPlay і Android Auto, а смартфон можна заряджати на «бездротової» майданчику, а також посилювати його сигнал за рахунок зовнішньої антени автомобіля.
Ще тут можна побачити систему hybrid radio, яка в залежності від рівня сигналу автоматично і непомітно переводить трансляцію музики з наземних станцій (FM/DAB) на їх же онлайн-мовлення і назад. На хетчбек можна також встановити аудіосистему Bang & Olufsen Premium Sound потужністю 560 Вт з 11 динаміками. На ринку нове покоління хетчбека з'явитилося в другій половині 2018 року.

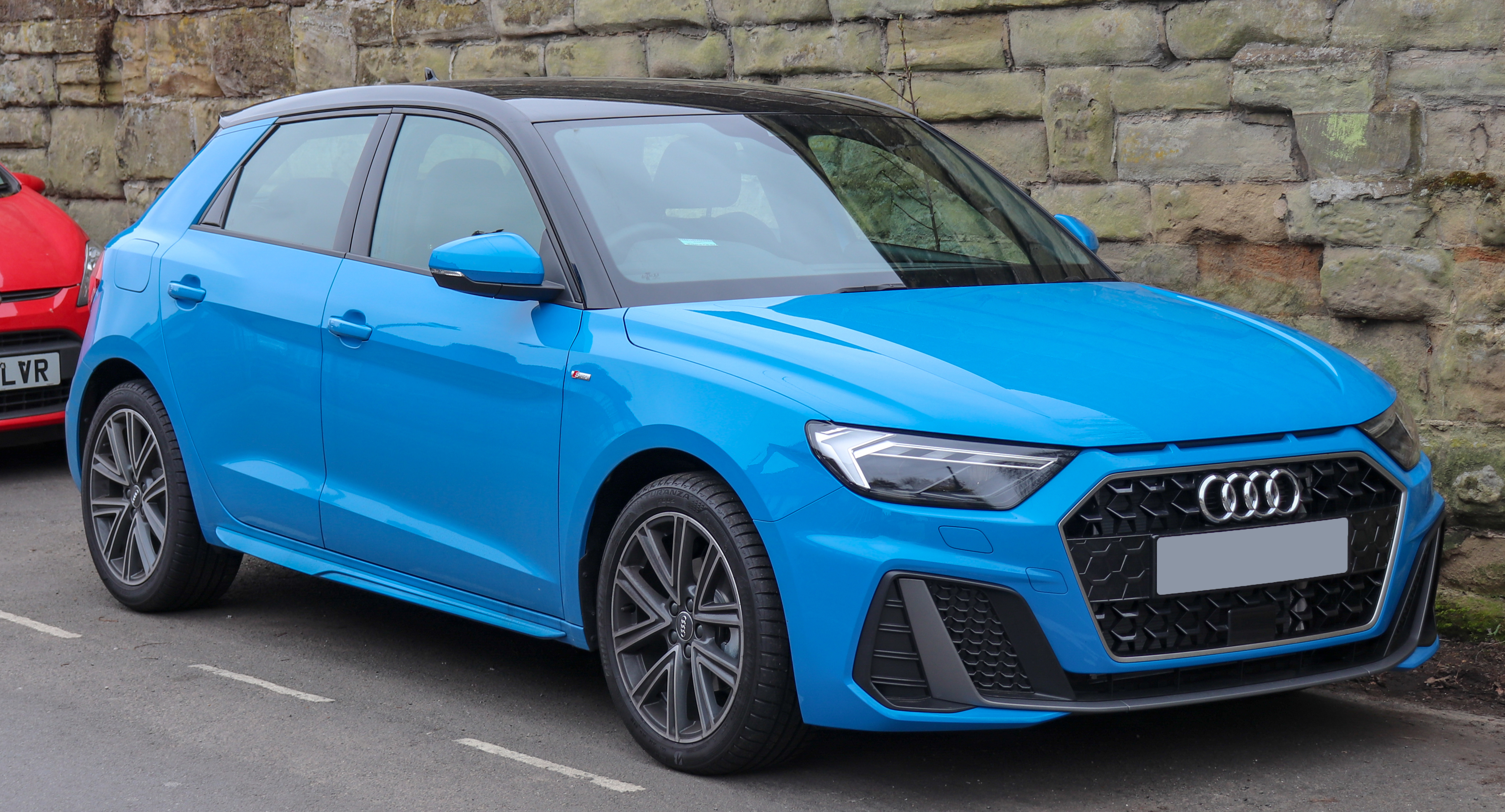
Audi A1 S-line
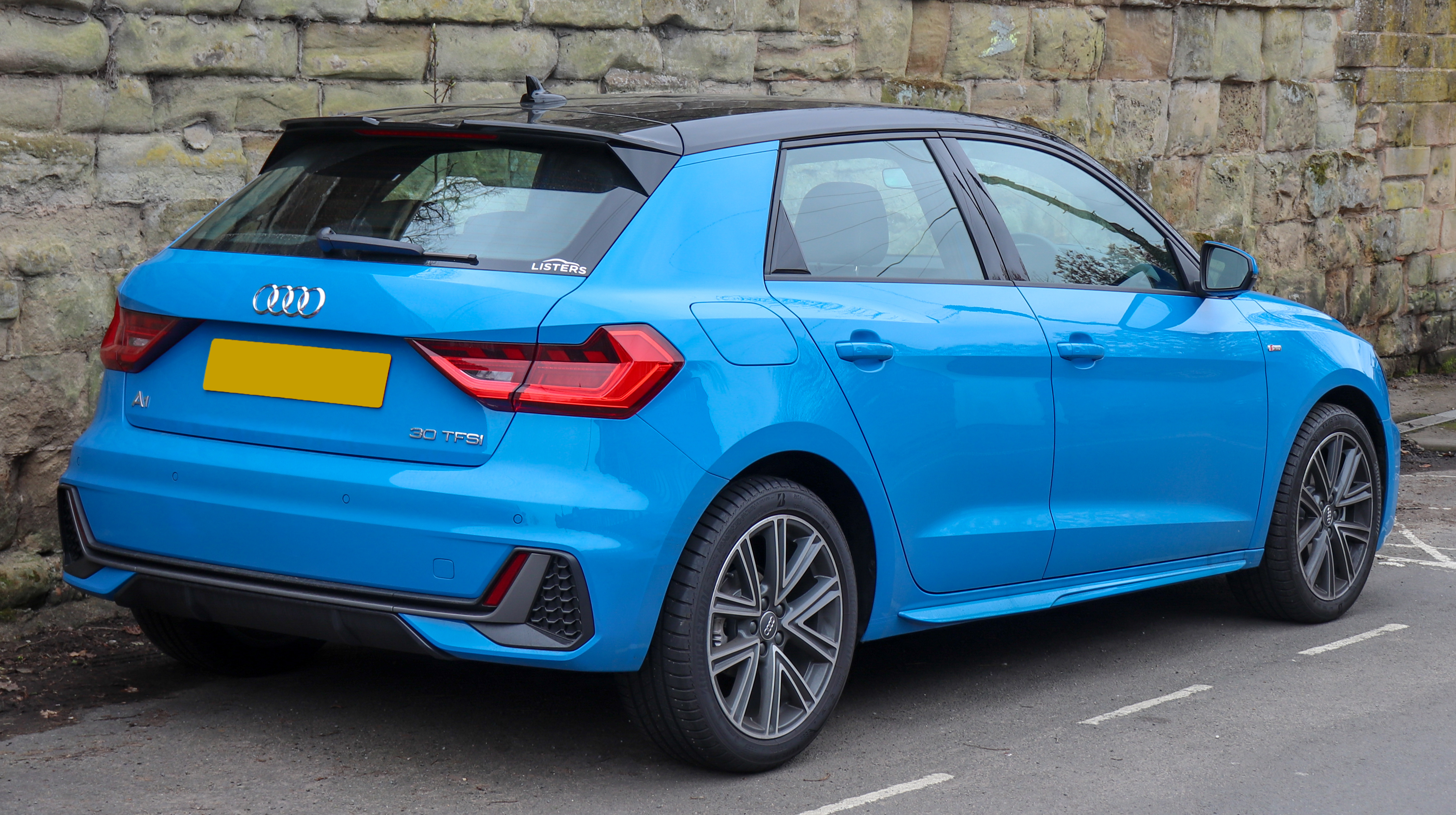
вид ззаду
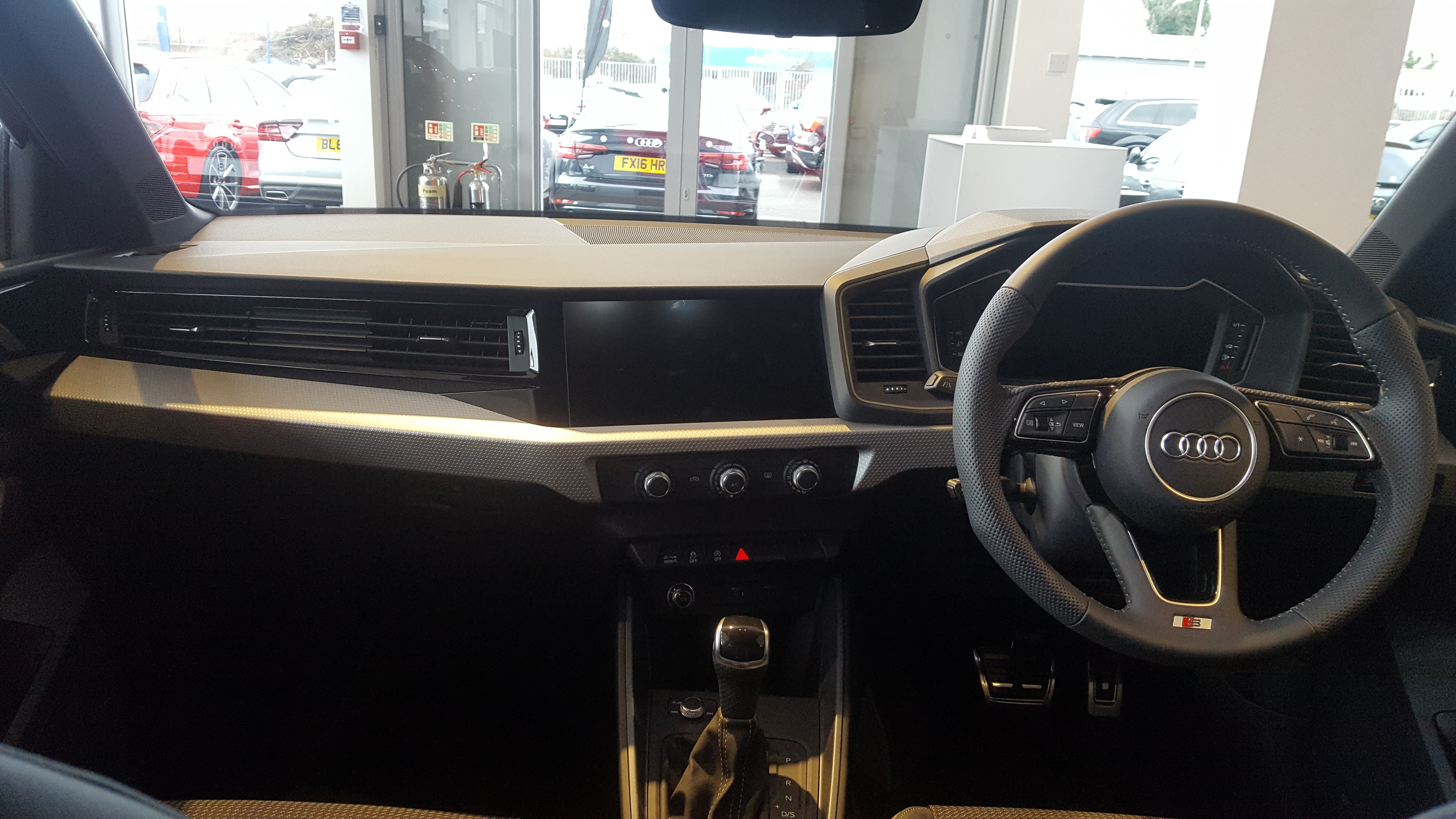
інтер'єр
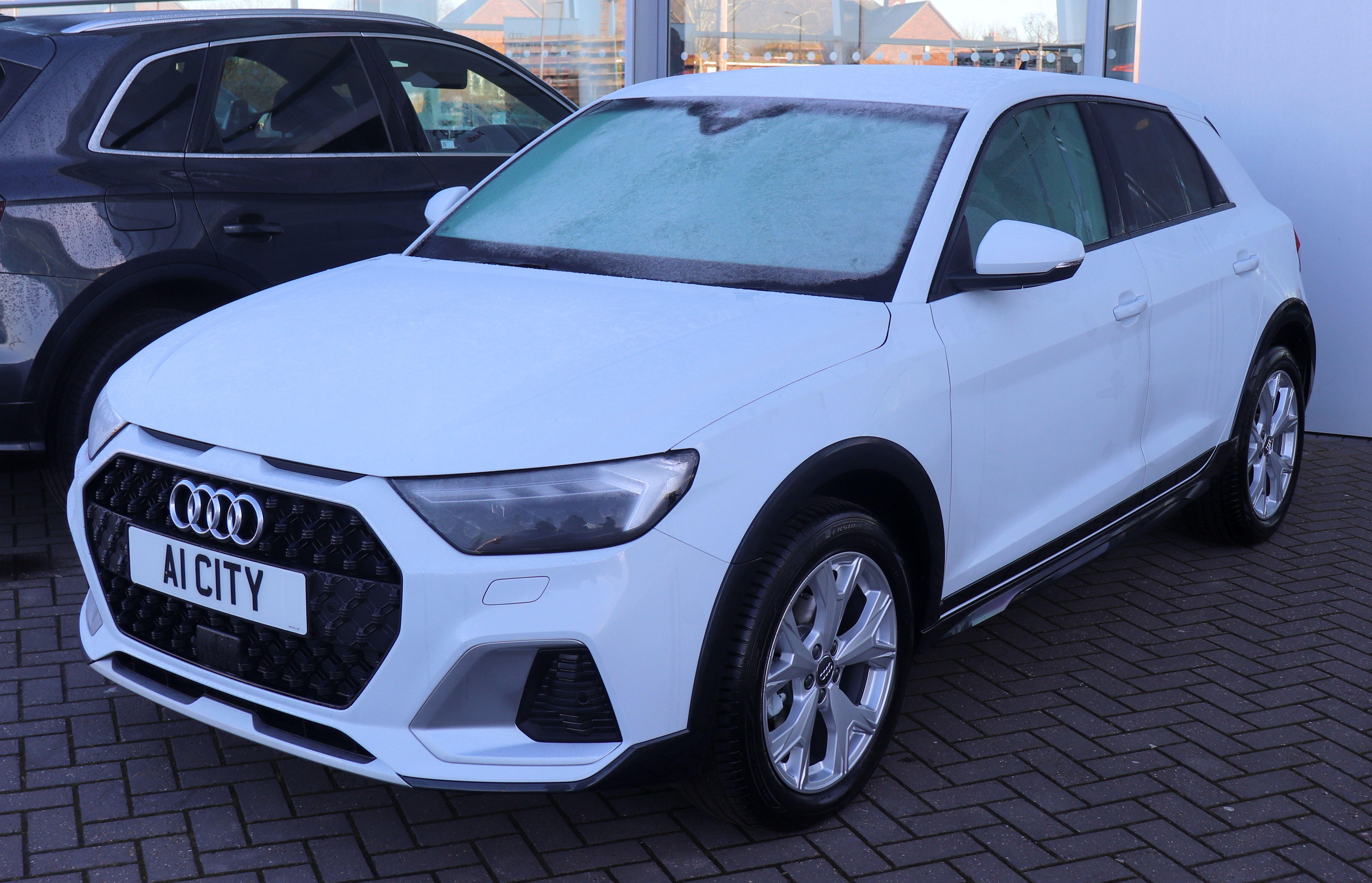
A1 citycarver
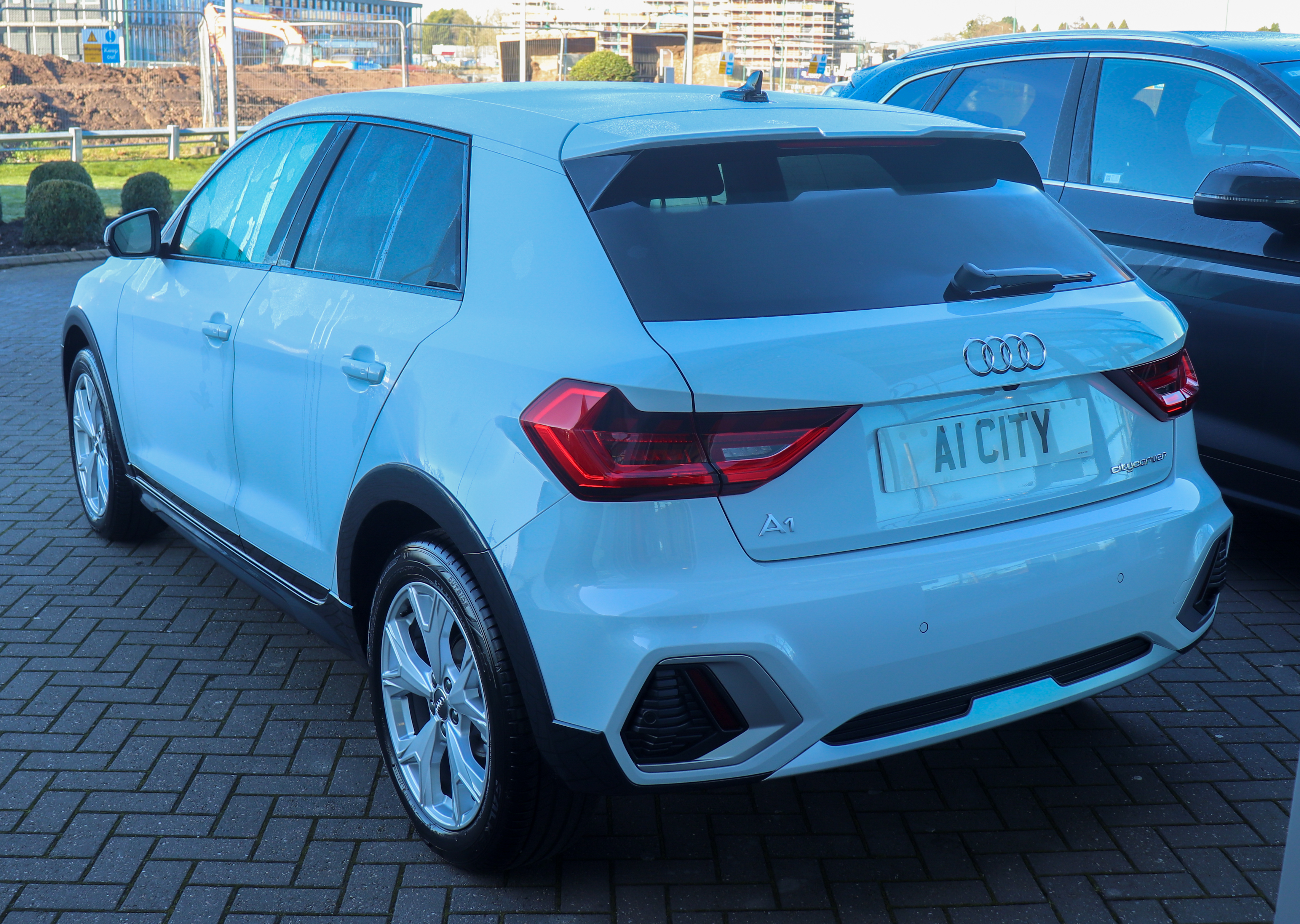
вид ззаду
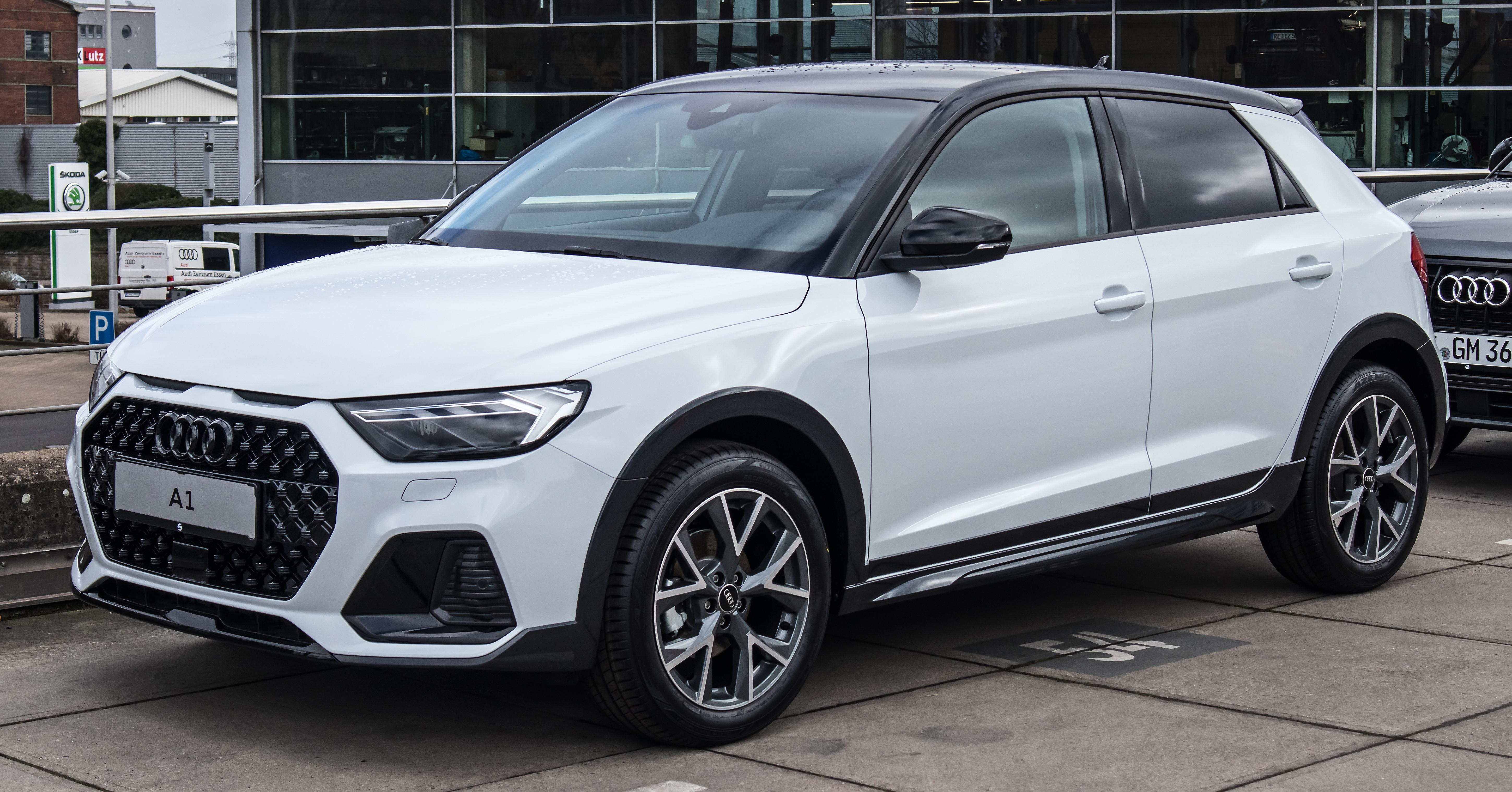
A1 Allstreet

### Двигуни
- 1.0 L EA211/EA211 DHSB TFSI I3
- 1.5 L EA211 EVO TFSI I4
- 2.0 L EA888 TFSI I4

## Тюнінг Audi A1

### ABT AS1 2010
ABT AS1 - це перший тюнінг моделі А1 від тюнінг-ательє ABT. До комплекту тюнінгу входить нескінченний список опцій для персоналізації автомобіля, від спортивного обвісу і ексклюзивних кольорів, до підвищення продуктивності двигуна і підвіски. Спеціально для цієї моделі, з`явилися три нових кольори: “Kleks” червоний, “Aloha” білий, “High Voltage” чорний. Вони можуть бути поєднані з 17-18 дюйомовими легкосплавними дисками спеціального дизайну від ABT.
Для кожного кольору на кузов, наносять спеціальний візерунок. Для червоної наносять клякси білого кольору, на чорний "токсичний череп", а білий, як випливає з назви, в гавайському стилі і на кузов наносять квіти гібіскуса. Двигуна отримали мінімальний приріст потужності. 1.2 TFSI отримує прибавлення в 29 коней, потужність 1,4 TFSI досягається до 150 коней, а 1.6 TDI отримує прибавлення в 20 коней.
|              |  |  |
| ABT AS1 2010 |  |  |

### ABT AS1 Sportback 2012
Тюнінг-ательє ABT доклало руку до нової Audi A1 Sportback і створило AS1 Sportback. Найменший Audi залишився з S-Line бампером, але отримав повітрозабірники на крилах позаду коліс і карбонові доповнення до бічних спідниць. На задній панелі є карбоновий дифузор з встановленою по центру подвійною системою вихлопу. Велику візуальне поліпшення приносить безсумнівно набір з 18-дюймових легкосплавних коліс ABT, які значно легше базових.
Трохи доробок отримав 1,4-літровий TFSI. Версія потужністю 122 к.с. тепер виробляє 160 к.с., а 185-сильний варіант докручено до 210 к.с., що достатньо для гідного підвищення продуктивності. Є також менше збільшення для 1,2 - літрового бензинового і 1,6 - літрового TDI двигуна.
|                        |  |
| ABT AS1 Sportback 2012 |  |

## Цікаві факти
1. Компанія Audi відзначила чергову віху в своїй історії - випуск 500 000-го автомобіля Audi A1. Ювілейним екземпляром став червоний Audi A1 S line, що зійшов з конвеєра заводу в Брюсселі. Автомобіль оснащений турбованим бензиновим двигуном 1.4 TFSI і призначений для клієнта в Німеччині. Під час урочистого заходу на підприємство прибув король Бельгії Філіп, який також оглянув автозавод[28].
2. Компанія Audi в 2015 році офіційно представила оновлений хетчбек A1. Після рестайлінгу модель отримала нові мотори: трьохциліндрові бензиновий і дизельний двигуни 1.0 TFSI і 1.4 TDI ultra, віддача яких становить 95 і 90 кінських сил відповідно. Таким чином, модель стала першою в історії марки Audi, що отримала трьохциліндрові агрегати[29].
3. Починаючи з лютого 2012 року, до жовтня 2014 року, в Україні було продано 207 Audi A1[30].